# Ludovico Beccadelli
Ludovico Beccadelli est un homme d'Église, érudit, et écrivain italien du XVIe siècle.

## Biographie
Ludovico Beccadelli naquit à Bologne, de parents nobles, le 27 janvier 1502. Après y avoir fait ses études, il s’appliqua pendant six ans à la jurisprudence ; mais s’étant lié d’amitié avec le célèbre Giovanni Della Casa, qui n’aimait que la poésie et les lettres, il se livra aux mêmes goûts, sans abandonner l’étude des lois. Il fut reçu docteur en 1535.
Son mérite lui fit de puissants amis, entre autres les cardinaux Pietro Bembo, Reginald Pole et Gasparo Contarini. Le dernier surtout conçut pour lui tant d’amitié, qu’il le voulait pour compagnon dans tous ses voyages, et ne pouvait se passer de lui. Beccadelli voyagea aussi en 1539 avec le cardinal Pole, lorsque celui-ci parcourut les cours de l’Europe pour chercher les moyens de ramener à l’Église le schismatique Henri VIII. Beccadelli vint avec lui à Carpentras, et ne manqua pas d’aller visiter la fontaine de Vaucluse et la Sorgue, petite rivière que les chants de Pétrarque ont rendue célèbre. Il retourna ensuite auprès du cardinal Contarini, et, après la mort de ce prélat, il s’attacha à plusieurs autres. Le pape Paul III lui confia l’éducation de son neveu Ranuccio Farnèse ; et, quand ce pontife eut élevé ce jeune homme au cardinalat, en 1545, et qu’il l’eut nommé légat dans la marche d'Ancône, il lui donna Beccadelli pour guide, pour administrateur général et pour président de la province. La légation finie en 1549, Beccadelli obtint l’évêché de Ravello, dans le royaume de Naples ; mais les grands emplois auxquels il fut appelé l’empêchèrent toujours d’en prendre possession. Après la mort de Paul III, Jules III l’envoya en qualité de nonce apostolique à Venise ; la République en fut si contente, qu’elle demanda et obtint que sa nonciature fût prolongée pendant cinq ans. Il fut ensuite nommé par le même pape vicaire général et juge ordinaire des églises, monastères et hôpitaux de Rome. En 1555, il alla, en qualité de légat, à la diète d’Ausbourg, et fut fait archevêque de Raguse le 17 septembre de la même année. Pie IV l’envoya, en 1561, au concile de Trente, où il donna de nouvelles preuves de zèle, de prudence et de capacité. De là, il fut choisi par le grand-duc de Toscane, Cosme Ier, pour diriger l’éducation du prince Ferdinand son fils. La faveur dont il jouit bientôt auprès du grand-duc lui ayant donné l’espérance et presque la certitude d’être nommé à l’archevêché de Pise, il se démit de celui de Raguse ; mais il s’éleva des obstacles à Rome qui empêchèrent sa nomination, et il fallut qu’il se contentât de la riche prélature de Prato, qui lui fut conférée vers 1565. Il y mourut le 17 octobre 1572.
On voit, qu’il occupa dans les emplois ecclésiastiques une place aussi distinguée que dans la littérature. Il eut pour amis la plupart des hommes célèbres de ce grand siècle. Ses ouvrages imprimés se réduisent aux quatre vies de Pétrarque, du cardinal Bembo, du cardinal Pole et du cardinal Gasparo Contarini. La première, imprimée dans le Petrarcha ridivivus de Giacomo Filippo Tomasini, l’a été ensuite dans plusieurs éditions de Pétrarque ; la seconde le fut dans le tome 2e des Vies des historiens et des orateurs de la république de Venise d’Apostolo Zeno, Venise, 1718, in-4° ; la troisième était écrite en italien comme les deux autres ; mais Andreas Dudith, ami de l’auteur, obtint de lui la permission de la traduire en latin, et elle ne fut d’abord publiée que dans cette langue, Venise, 1563, in-4°. Ce n’est pas une simple traduction ; Dudith avoue lui-même qu’il a fait plusieurs additions à l’ouvrage de Beccadelli. Maucroix, chanoine de Reims, l’a traduite en français, et publiée à Paris, 1670, in-12. La vie du cardinal Pole, écrite en italien, a été enfin imprimée dans la 5e partie des lettres de ce cardinal, Brescia, 1757, in-4°. La vie du cardinal Contarini n’a été imprimée qu’en 1746, in-4°, à Brescia, par les soins du cardinal Querini, avec une longue préface de l’éditeur et plusieurs additions. De ces quatre vies, celle de Pétrarque est la plus estimée et la meilleure. Beccadelli avait composé beaucoup d’autres ouvrages. Giammaria Mazzuchelli en compte jusqu’à vingt-trois, qui sont restés manuscrits à Bologne, dans la bibliothèque de sa famille.